# Roche-Charles-la-Mayrand
Roche-Charles-la-Mayrand település Franciaországban, Puy-de-Dôme megyében. Lakosainak száma 40 fő (2022. január 1.). Roche-Charles-la-Mayrand La Chapelle-Marcousse, Chassagne, Compains, Dauzat-sur-Vodable, Mazoires, Saint-Alyre-ès-Montagne és Valbeleix községekkel határos.

## Népesség
A település népessége az elmúlt években az alábbi módon változott:
| Lakosok száma | 47   | 42   | 41   | 40   | 41   | 41   | 42   | 42   | 40   |
|               | 2013 | 2015 | 2016 | 2017 | 2018 | 2019 | 2020 | 2021 | 2022 |